# Villa di Bagazzano
La Villa di Bagazzano si trova a Fiesole, in via di Bagazzano 6, sulla sommità del colle di Bagazzano, sul confine tra i comuni di Fiesole e Firenze, non lontano da Settignano. 

## Storia
La villa venne costruita sulle macerie di una torre degli Alberti, distrutta dai ghibellini dopo la battaglia di Montaperti (1260). Passò per vari proprietari: i Borgherini, i Gualtierotti e poi Alessandro di Chiarissimo de' Medici, appartenente a un ramo familiare della famiglia, a cui sono riferiti i lavori che portarono all'aspetto odierno. Nel 1753 fu venduta ai Mannucci, poi ai Fabbri per essere infine acquisita per via ereditaria dai Gucci. 

## Descrizione
Sul fronte sud una loggia con decorazioni floreali si apre su un piccolo giardino all'italiana, chiuso da muri in pietra e ravvivato da parterre con siepi di bosso e una fontana a muro con decorazioni in pietra calcarea, pietra serena e uno stemma mediceo in stucco. 
Nel terrazzamento sottostante, più rustico, si trovano pergolati lignei che reggono piante di glicine e una vasca-piscina in pietra di forma mistilinea in cui si specchia un ulivo. La cappella, con decorazioni pittoriche e scultoree in pietra serena, è quasi completamente immersa nella vegetazione di cipressi e lecci.